# Takashi Fujii (voetballer)
Takashi Fujii (Aichi, 28 april 1986) is een Japans voetballer.

## Carrière
Takashi Fujii speelde tussen 2005 en 2010 voor Júbilo Iwata, Ehime FC, Shizuoka FC, Shatin SA, Sun Hei SC en Unsommet Iwate Hachimantai. Hij tekende in 2011 bij Nagano Parceiro.